# Harpactea johannitica
Harpactea johannitica là một loài nhện trong họ Dysderidae.
Loài này thuộc chi Harpactea. Harpactea johannitica được miêu tả năm 1976 bởi Brignoli.